# Sliver (film)
Sliver è un film del 1993 diretto da Phillip Noyce, tratto dal romanzo Sliver di Ira Levin.

## Trama
New York, Carla Norris, caporedattrice in una casa editrice, dopo il fallimento del suo matrimonio decide di rifarsi una vita, iniziando con il cambiare casa; dopo avere visitato un appartamento in uno "Sliver", uno dei grattacieli del centro di Manhattan, le viene comunicato che la sua domanda di acquisto è stata approvata dopo meno di una settimana e, nonostante la sorpresa, inizia il trasloco facendo la conoscenza degli inquilini del palazzo, che inviterà, una volta sistematasi, ad un piccolo ricevimento.
Nei primi giorni della sua permanenza scopre che nel suo appartamento viveva una donna, morta precipitando dal balcone in circostanze mai del tutto chiarite, e pochi giorni dopo un anziano professore, che l'aveva messa al corrente della tragedia, muore battendo il capo sul bordo della sua vasca da bagno; mentre questi avvenimenti sollevano in Carla dei naturali turbamenti, ella inizia una passionale relazione con Zeke Hawkins, un giovane ed affascinante personaggio che, oltre a trasportarla in un mondo fatto di fantasie torbide e profonde, si rivela essere il proprietario del palazzo.
La successiva morte di Vida, una modella che aveva avuto una relazione sia con Zeke che con un altro inquilino del palazzo, lo scrittore Jack Landsford, porta la polizia ad accusare quest'ultimo, ma, dopo l'uscita di prigione a seguito del pagamento della cauzione, egli cerca di fare ricadere i sospetti su Zeke, sospetti condivisi anche da Carla, dopo avere visto che il giovane ha creato un impianto video a circuito chiuso che gli permette di spiare tutto ciò che accade in ogni appartamento del palazzo.
Jack aggredisce Carla e, dopo una colluttazione, lei riesce ad ucciderlo, ma non è ancora convinta dell'innocenza di Zeke e solo grazie alle riprese da lui archiviate riesce a scoprire che lo scrittore è anche l'autore dell'omicidio della donna che abitava precedentemente nel suo appartamento, distruggendo però immediatamente dopo l'impianto di Zeke.

## Produzione

### Riprese
L'edificio nel quale è ambientato il film si troverebbe a Manhattan, al numero 113 della 38th East Street, tra la 38th Street e Park Avenue, mentre il palazzo, conosciuto come Morgan Court, è situato al numero 211 di Madison Avenue.

## Riconoscimenti
- 1994 - MTV Movie Awards
  - Attore più attraente (William Baldwin)